# Yirmisekizzade Mehmed Said
Yirmisekizzade Mehmed Said Paşa (zm. w październiku 1761) -  turecki dyplomata i polityk. wielki wezyr turecki od 25 października 1755 do 1 kwietnia 1756 r.
Jego ojcem był dyplomata Yirmisekiz Mehmed Çelebi (zm. 1732). 
Yirmisekizzade Mehmed Said Paşa był w 1730 ambasadorem w Petersburgu, a w 1742 w Paryżu.
İbrahim Müteferrika, węgierski konwertyta na islam, założył w 1720 roku pierwszą drukarnię w Stambule. Nad przedsięwzięciem tym czuwał i sprawował patronat właśnie Yirmisekizzade Mehmed Said Paşa.